# 苍白球蛛
苍白球蛛（学名：Theridion pallens）为球蛛科球蛛属的动物。在中国大陆，分布于吉林等地。